# Alfonso Bovero
Alfonso Bovero (Pecetto Torinese, 26 de novembro de 1871 — 9 de abril de 1937) foi um médico ítalo-brasileiro, professor de Anatomia da Faculdade de Medicina da Universidade de São Paulo. Fundou o Museu de Anatomia da Universidade de São Paulo.
Foi convidado em 1912 para reger a cátedra de Anatomia e Histologia da recém criada Faculdade de Medicina e Cirurgia de São Paulo (futura Faculdade de Medicina da Universidade de São Paulo) pelo professor Arnaldo Vieira de Carvalho. Tendo desenvolvido intensa atividade acadêmica, foi um dos expoentes da anatomia brasileira e germe para a consolidação da posição cirúrgica da FMUSP.
Foi contratado em 1914, sendo catedrático da Anatomia até o início do ano de 1937, quando morreu.
Formou inúmeros discípulos, destacando-se Renato Locchi, sucessor na cátedra de anatomia na FMUSP, Odorico Machado de Sousa, Liberato Di Dio, dentre outros mestres.
Trouxe consigo da Itália um exemplar do primeiro livro de anatomia humana, editado por Andreas Vesalius o De Humani Corporis Fabrica, cujo exemplar encontra-se na biblioteca do Instituto de Ciências Biomédicas da Universidade de São Paulo.
Fundou o "Museu de Anatomia", o qual, com a reforma universitária de 1969, foi incorporado pelo Instituto de Ciências Biomédicas. É um dos mais completos do mundo em anormalidades anatômicas.
Dá nome a uma rua do município de Praia Grande, estado de São Paulo e a uma importante avenida no distrito de Perdizes, na capital paulista.